# Pálinka de poire de Göcsej
Le pálinka de poire de Göcsej (en hongrois : göcseji körtepálinka) est un pálinka hongrois traditionnel produit dans la région de Göcsej.